# BlackTrains
BlackTrains je český esportový tým, hrající s klantagem [BT].

## Historie
K založení multiclanu BlackTrains došlo 26. dubna 2000 dvěma hráči s přezdívkami BlackFox a Vlak. Název BlackTrains je tedy kombinací a mírnou úpravou jejich přezdívek. Společně s Necroraisers a Neophyte se jedná o jedno z nejstarších herních uskupení na československé scéně, kterým prošlo stovky českých, slovenských, ale i zahraničních hráčů.
Nejúspěšnější období tým zažíval v letech 2003–2007, a to ve hrách Counter-Strike a Day of Defeat, kde představoval špičku československé herní scény a reprezentoval ji i na zahraničních turnajích. Samotní BlackTrains zároveň pořádali své turnaje ve formě tzv. BlackTrains CUP , které vymyslel a organizoval Michal "mikke" Horáček. Posledním větším úspechem je 3. místo na MČR ve hře Counter-Strike na Invex Cup 2006 (sestava: Izverg,Disorder,Pepik,mikke,schnappi). Poté došlo k útlumu aktivit a od roku 2007 na další úspěch čeká.

## Motto
„Nehrajeme pro osobní pocit vítězství, ale pro dobrý pocit ze hry dosažený týmovou hrou.“

## Současnost
Od roku 2007 BlackTrains přechází do neaktivity a čeká na novou sekci Counter-Strike: Global Offensive.

## Úspěchy týmu

### Counter-Strike 1.6
- MČR 2007[11] – 9.–12. místo[12] (2. kolo LB) [13] Invex Cup
- MČR 2006 – 3. místo[14] Invex Cup
- MČR 2005[15] – Skupinová fáze[16] Invex Cup
- MČR 2004 – 3. místo[17] Invex Cup
- MČR 2003[18] – 4. místo[19][20] Invex Cup
- První mezinárodní turnaj – Playoff [5][21][22]
- Euro Cyber Cup 2004[6] – 6. místo
- AMD PG Challenge 003 – 1. místo [23][24]
- Vítěz AMD PG CS ligy [25]
- FakaHeda ČMSP Night Cup – 4. místo [26]
- WCG2007 Counter-Strike 1.6 5v5 mezihernový turnaj #3 – 9.–16. místo [12][27]
- Národní finále ESWC 2004 – 2. místo[28]
- Člen Sekce Counter-Strike 1.6 reprezentoval Česko v národním týmu na celoevropského šampionátu v elektronických sportech (ENC – European Nations Championship) 2004 [29]

### Day od Defeat: Source
- 1. místo Day of defeat source CZ ligy [30]